# Измайловский Вал
Изма́йловский Вал — улица в Восточном административном округе города Москвы. Располагается между Измайловским шоссе и улицей Преображенский Вал.

## История
До 1922 года улица называлась Измайловский Камер-Коллежский Вал. Улица возникла на участке Камер-Коллежского вала — это была линия укреплений (таможенная граница Москвы), которую возвели в 1742 году. Название же она своё получило в честь учреждения осуществлявшего её строительство — Камер-Коллегии. Вал был расположен со стороны когда-то существовавшего в нескольких километров от него села Измайлово.
Застройка улицы начала складываться в начале XX века. До этого времени она была проездом вдоль Камер-Коллежского вала (в частности, так она подписана в атласе Хотева), строений по ней не было. В начале XX века улица проходила от Большой Семёновской улицы до Хапиловского пруда, продолжения дальше не было. Соединение с Преображенским валом (мост через Хапиловку) появилось в 1928 году.
Трамвайная линия, существующая по настоящее время, была проложена в 1906 году (участок к югу от Семёновской площади) и 1932 году (участок от Семёновской до Преображенской площади). Трамвайное кольцо в 1954 году было перенесено с Семёновской площади и заменено на разворот по улицам Измайловский Вал, Измайловской, Малой Семёновской и Семёновскому переулку.

## Примечательные здания и сооружения
По нечётной стороне:
- № 3 — магазин построен в 1927—1928 году по типовому проекту архитектора В. В. Ильяшева и инженера Р. Соловьёва[4].
- № 5 — кинотеатр «Родина», построен в 1937—1938 гг. в стиле постконструктивизма. Архитектор В. П. Калмыков. Объект культурного наследия регионального значения[5].
- № 17/15 (угол с Малой Семёновской улицей) — квартал жилых домов 1927—1930 гг. в стиле конструктивизма[6].

По чётной стороне:
- № 2 — учебный корпус МФПУ «Синергия»[7].

## Транспорт
Метрополитен
- Станция  Семёновская
- Станция  Преображенская площадь

Трамвай
- 11, 12, 32, 36, 46

Автобус
- 83, 141, 469, 552, 634, 702, 730